# يربوع إيراني
اليربوع الإيراني (الاسم العلمي: Allactaga firouzi) حيوان ثديي من القوارض من فصيلة اليربوعيات، متوطن في إيران